# ピオトル・ギザ
ピオトル・ギザ（Piotr Giza、1980年2月28日 - ）は、ポーランドの元サッカー選手。元ポーランド代表。ポジションはミッドフィールダー。

## 経歴
2005年にポーランド代表デビュー。出場機会は無かったものの、2006 FIFAワールドカップのメンバーにも選ばれた。ポーランド代表で通算5試合に出場した。

## 代表歴

### 出場大会
- ポーランド代表
  - 2006 FIFAワールドカップ

### 試合数
- 国際Aマッチ 5試合 0得点（2005年-2006年）[1]

| ポーランド代表 | 国際Aマッチ | 国際Aマッチ |
| 年             | 出場        | 得点        |
| -------------- | ----------- | ----------- |
| 2005           | 2           | 0           |
| 2006           | 3           | 0           |
| 通算           | 5           | 0           |